# サン・アンドレス・イ・プロビデンシア県
サン・アンドレス・プロビデンシア・イ・サンタ・カタリーナ諸島（サン・アンドレス・プロビデンシア・イ・サンタ・カタリーナしょとう、Archipelago de San Andrés, Providencia y Santa Catalina）は、コロンビアのカリブ海地方の列島にある県。県都は、サン・アンドレス (San Andrés)。
諸島の陸上にはカニのGecarcinus ruricola、Gecarcinus lateralis、Cardisoma guanhumiなどが生息しており、2000年に「海の花生物圏保護区」としてユネスコの生物圏保護区に指定された。

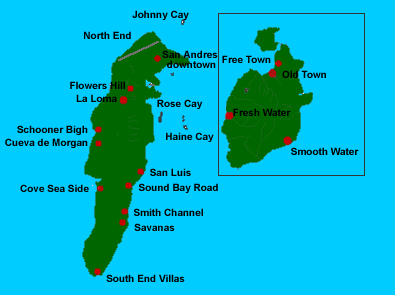
サン・アンドレス・イ・プロビデンシア県

## 島の一覧
※外交紛争のある諸島を含む

## 交通
- グスタボ・ロハス・ピニージャ国際空港（サンアンドレス島）